# Josef Svoboda

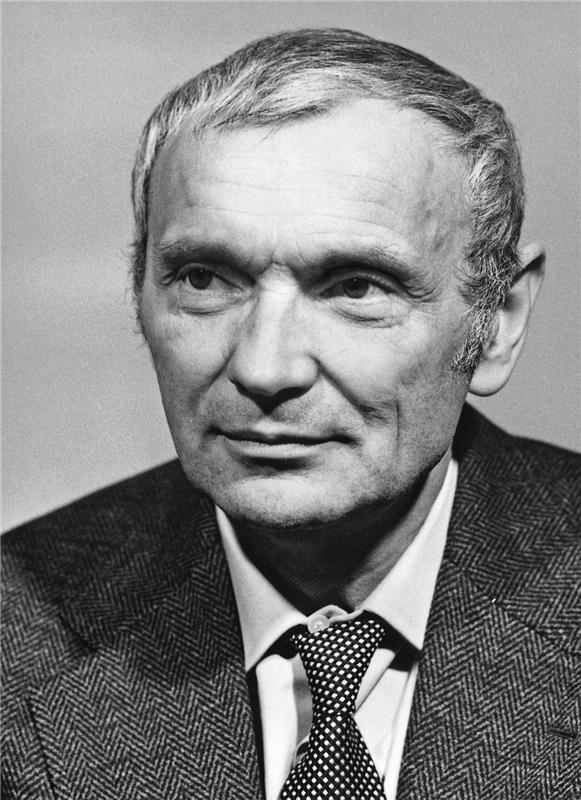
Retrato de Josef Svoboda.

Josef Svoboda (10 de mayo de 1920 - 8 de abril de 2002) era un artista checo y diseñador escénico.

## Educación
Svoboda Nació en Čáslav, Checoslovaquia (hoy la República Checa). Empiecó su formación como un arquitecto en la Escuela Central de Albergar en Praga. Al final de Segunda Guerra Mundial,  se interese en teatro y diseño. Empiece a estudiar escenografía en la Praga Conservatory y arquitectura en la Academia de Artes. 

## Carrera
Svoboda empezó su carrera como escenógrafo en Praga el 1943. La influéncia de la traducción pictórica del siglo XIX y el constructivismo ruso lo llevarán a preferir el uso de formas, volúmenes arquitectónicos, movimientos i efectos de la fototécnica.
Svoboda Devenía el diseñador principal en el Teatro Nacional checo en 1948 y aguantó que posición para más de 30 años. Sus instalaciones multimedia Laterna Magika y Polyekran, dados cuenta junto con director Alfréd Radok y su hermano Emil en la ocasión de la Expo 58 en Bruselas, le dejó para ser internacionalmente sabido. Estas producciones introdujeron la combinación de actores vivos y filmó proyecciones. Svoboda Es también responsable para introducir materiales y tecnologías modernos como plásticos, hydraulics y láseres a sus diseños. En 1967, Svoboda creó uno de sus efectos especiales sabidos mejores, una pilar tridimensional de ligero. Esto estuvo creado por el uso de una mezcla de aerosol qué revelado abajo-voltaje luminaries.
Josef Svoboda se consideraba escenógrafo más que un diseñador. Su 700-más los diseños incluyen Comedia de Insecto (Teatro Nacional checo, 1946); Rusalka (Teatro La Fenice, Venice, 1958); Carmen (Ópera Metropolitana, Ciudad de Nueva York, 1972); El Firebird (Teatro danés Real, Copenhague, 1972); yo Vespri Siliciani (Ópera Metropolitana, 1974); Jerseys (Kennedy Centro, 1974), muchos de ellos dados cuenta junto con el director de ópera Václav Kašlík.
Deje el Teatro Nacional checo en 1992. Año más tarde,  pasará a ser director artístico  del Laterna Magika Teatro.

## Premios
Los honores i premios de Svoboday  incluyen doctorados de la Universidad Real de Artes en Londres, Denison y universidades de Míchigan Occidental en los Estados Unidos, y premios del Instituto de Estados Unidos para Tecnología de Teatro (USITT).  Esté hecho Chevalier dans l'Ordre des Artes et des Lettres en París en 1976, y recibió la Legión francesa de Honor en 1993.
Josef Svoboda muerto en Praga, donde  esté enterrado el 15 de abril de 2002.